# Comuna Ilovăț, Mehedinți
Ilovăț este o comună în județul Mehedinți, Oltenia, România, formată din satele Budănești, Cracu Lung, Dâlbocița, Firizu, Ilovăț (reședința) și Racova.

## Demografie
Componența etnică a comunei Ilovăț
     Români (83,05%)
     Alte etnii (0%)
     Necunoscută (16,95%)
Componența confesională a comunei Ilovăț
     Ortodocși (82,66%)
     Alte religii (0,1%)
     Necunoscută (17,24%)
Conform recensământului efectuat în 2021, populația comunei Ilovăț se ridică la 1.015 locuitori, în scădere față de recensământul anterior din 2011, când fuseseră înregistrați 1.291 de locuitori. Majoritatea locuitorilor sunt români (83,05%), iar pentru 16,95% nu se cunoaște apartenența etnică. Din punct de vedere confesional, majoritatea locuitorilor sunt ortodocși (82,66%), iar pentru 17,24% nu se cunoaște apartenența confesională.

## Politică și administrație
Comuna Ilovăț este administrată de un primar și un consiliu local compus din 9 consilieri. Primarul, Ion Manțog[*], de la Partidul Social Democrat, este în funcție din 2016. Începând cu alegerile locale din 2024, consiliul local are următoarea componență pe partide politice:
|  | Partid                          | Consilieri | Componența Consiliului | Componența Consiliului | Componența Consiliului | Componența Consiliului | Componența Consiliului |
|  | ------------------------------- | ---------- | ---------------------- | ---------------------- | ---------------------- | ---------------------- | ---------------------- |
|  | Partidul Social Democrat        | 5          |                        |                        |                        |                        |                        |
|  | Partidul Național Liberal       | 3          |                        |                        |                        |                        |                        |
|  | Alianța pentru Unirea Românilor | 1          |                        |                        |                        |                        |                        |

## Personalități născute aici
- Ion Ioanid (1926 - 2003), memorialist, disident și redactor la "Radio Europa Liberă".

## Vezi și
- Biserica Sfântul Nicolae din Ilovăț